# ابراهیم‌آباد (خور و بیابانک)
ابراهیم‌آباد (نائین)، روستایی از توابع بخش خور و بیابانک شهرستان نائین در استان اصفهان ایران است.

## جمعیت
این روستا در دهستان بیابانک قرار دارد و براساس سرشماری مرکز آمار ایران در سال ۱۳۸۵، جمعیت آن ۱۹۳ نفر (۴۸خانوار) بوده‌است.